# Clarksdale (Missouri)
Pour les articles homonymes, voir Clarksdale.
Clarksdale est une ville du comté de DeKalb au Missouri. En 2010 sa population était de 271.